# Streifendienst
Der Streifendienst – je nach Organisation und Situation auch Streife, Streifenfahrt, Fußstreife, Kontrolldienst oder Zivilstreifendienst genannt – bezeichnet im Allgemeinen das einsatzunabhängige, beruflich oder ehrenamtlich veranlasste Begehen, Befahren und Überfliegen eines zugewiesenen Schutzbereiches durch Angehörige der Polizei, Sicherheitsbehörden, Rettungskräfte oder Privatpersonen, um einen gesetzlich definierten oder vertraglich vereinbarten Auftrag zu erfüllen. Der Begriff Streifendienst wird im Volksmund auch synonym für die uniformierte Schutzpolizei verwendet, vornehmlich um hervorzuheben, dass nicht die zivile Kriminalpolizei gemeint wird. Weiterhin umfasst der Begriff die Streifentätigkeit per se. Außerhalb polizeilicher Tätigkeiten bezeichnet der Streifendienst auch die durch beispielsweise Soldaten, Sicherheitswachten, die U-Bahn-Wache, das Ordnungsamt, Sicherheitsdienste, den Werkschutz, Bademeister, Rettungsschwimmer und Rettungssanitäter verrichtete Streifentätigkeit, die sie im Rahmen ihrer gesetzlich oder vertraglich festgelegten Pflichten erfüllen.  
Die nichtstaatlichen Streifentätigkeiten werden von der Bevölkerung nur selten oder nur auf bestimmten Veranstaltungen wahrgenommen, während erkennbare Streifendienste von Polizeivollzugsbeamten vielfach präsent wirken.  

## Ziel und Zweck des Streifendienstes
Unabhängig von der durchführenden Organisation oder Person, dient der Streifendienst bzw. die Streifentätigkeit primär dazu, um Straftaten und Ordnungswidrigkeiten zu verhindern, das subjektive Sicherheitsgefühl von Personen in einem bestimmten Bereich zu stärken, eine Örtlichkeit zügiger erreichen zu können bzw. eine Tätigkeit zügiger ausführen zu können, der Schutz von Eigentum oder Sicherheitsanlagen sowie zur Feststellung relevanter Umstände. Zweck der Bestreifung können also sein (nicht abschließend):
- die Wahrnehmung
  - anormaler Zustände von Sachen (zum Beispiel Feuer, Hindernisse, herrenlose Gegenstände) oder Personen (zum Beispiel verdächtige Wahrnehmungen oder hilflose Personen),
  - anormaler Handlungen (zum Beispiel Straftaten oder Störungen der öffentlichen Sicherheit und Ordnung);
- die Präsenz in der Öffentlichkeit, zum Beispiel bei der Polizei mit dem Ziel,
  - potentielle Straftäter von der Begehung von Taten abzuhalten,
  - das subjektive Sicherheitsgefühl der Bevölkerung zu erhöhen sowie
  - für Auskünfte und Hilfeleistungen der Bevölkerung zur Verfügung zu stehen.
- die unmittelbare Reaktion, z. B.
  - die Rettung Ertrinkender (Bademeister und Rettungsschwimmer)
  - medizinische Betreuung von Notfällen (z. B. bei Großveranstaltungen)[1]
  - Verhinderung, Behebung und/oder Ahndung von Straftaten oder Ordnungswidrigkeiten (Polizei, Ordnungsamt)[2][3]

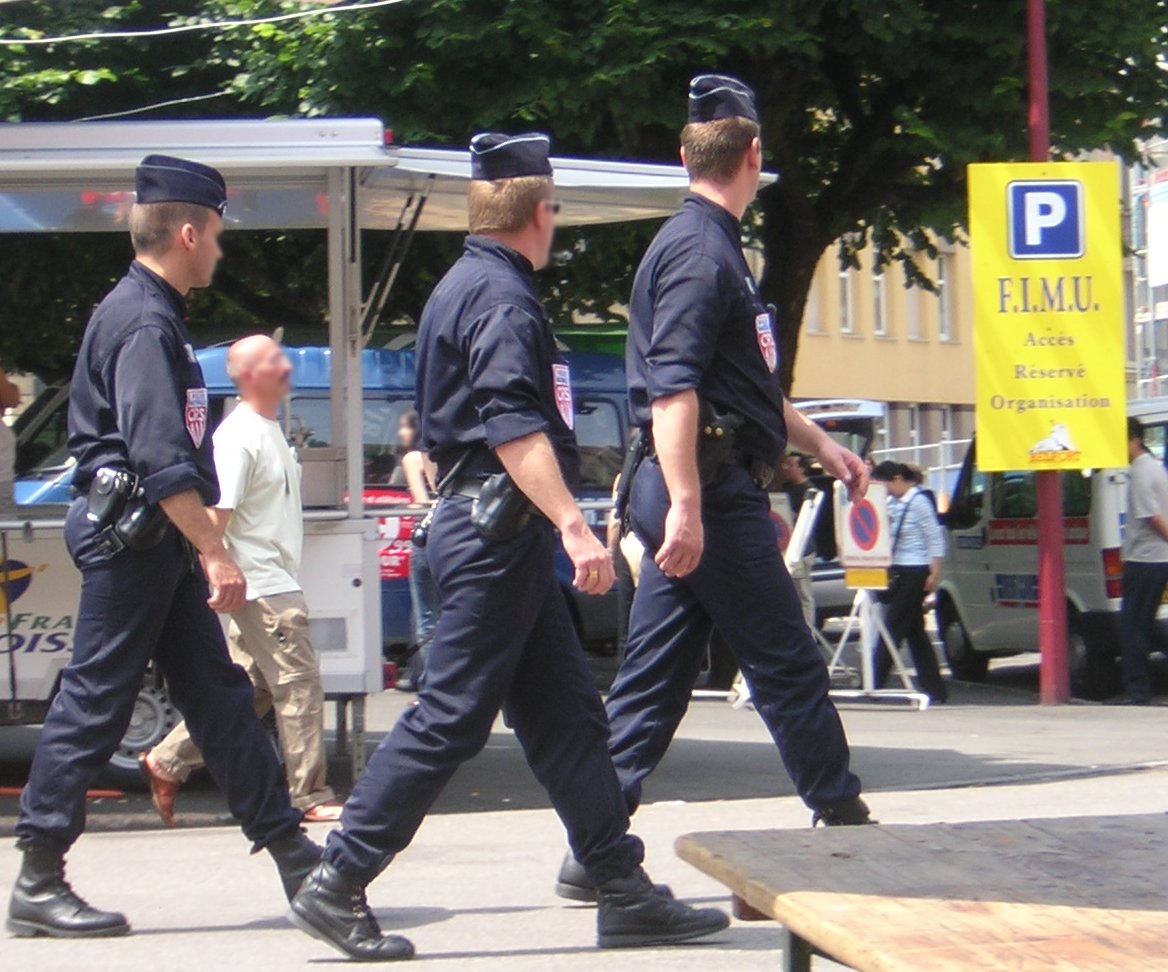
Drei Amtsträger der Compagnies Républicaines de Sécurité (Frankreich) auf Fußstreife

## Polizei
Die Streifentätigkeit gilt als Hauptaufgabe der uniformierten Schutzpolizei und bezeichnet im Wesentlichen die einsatzunabhängige Präsenz von Polizeibeamten im öffentlichen Raum zur Strafverfolgung und Gefahrenabwehr. Häufig wird die Schutzpolizei deshalb – je nach Region und Bundesland – auch als Streifendienst oder Einsatz- und Streifendienst bezeichnet. In der Umgangssprache wird der Begriff Streifendienst oder die Bezeichnungen „Streife/n“ und „auf Streife sein/gehen“ im Allgemeinen für Polizeivollzugsbeamte benutzt, die sich im Rahmen ihres Dienstes in der Öffentlichkeit befinden oder bewegen, meistens mit dem Hintergrund, keinen bestimmten Einsatz zu bewältigen. Hauptziel ist das Zeigen von Präsenz im öffentlichen Raum zur abstrakten Gefahrenabwehr und zur subjektiven Stärkung und Verbesserung des allgemeinen Sicherheitsgefühls von Bürgern. Streifendienste bzw. das auf Streife sein wird rechtlich als schlicht hoheitliches Handeln bezeichnet, da die Tätigkeit per se keinen Grundrechtseingriff darstellt.
Der polizeiliche Streifendienst kann von uniformierten und zivilen Kräften vollzogen werden. Dabei können beispielsweise Funkstreifenwagen (zivil oder foliert), Pferde, Fahrräder, Streifenboote oder Polizeihubschrauber verwendet werden. Auch das Streifen zu Fuß fällt unter den Streifendienst. Eine Streife kann allein oder im Verband (bis zur Zug- oder Gruppenstärke) erfolgen, wobei die häufigste Form der Streifendienst zu zweit im Funkstreifenwagen ist. Teilweise wird die Streife auch von Diensthunden begleitet, insbesondere bei Großveranstaltungen. Polizeivollzugsbeamte auf Fußstreife gehen in wenigen Ländern im Gleichschritt, nicht jedoch in Europa.

## Sonstige Streifendienste
In Waldgebieten sind Förster und Jäger des öffentlichen Dienstes tätig, in Gebirgsregionen die deutsche Naturschutzwacht. Bei Großveranstaltungen übernehmen Rettungsorganisationen Streifendienst, um in Notfällen schnelle Vor-Ort-Versorgung gewährleisten zu können. Manche Sicherheitskräfte müssen darüber hinaus spezielle Aufträge während des Streifendienstes erfüllen (z. B. Betreuung kleinerer Veranstaltungen).